# PZL Kania
PZL Kania (молодой ястреб, торговое английское название — Kitty Hawk) — польская модернизация вертолёта Ми-2. Был разработан в (PZL-Świdnik) на рубеже 70-х и 80-х годов, на основе производившегося на этом заводе по советской лицензии Ми-2. Были улучшены обводы фюзеляжа (вытянут и заострён нос), увеличена пассажирская кабина, добавлены аварийные выходы, использована новая силовая установка: 2 американских турбовальных двигателей Allison 250-C20B взлётной мощностью по 314 кВт (426 л.с.), также использовалась западная авионика. На стадии проектирования предполагалось продвигать новый вертолёт на западные рынки, однако было произведено всего-лишь 19 машин, 5 из которых были потеряны в результате авиационных происшествий. Последние машины были собраны в 2006 году и переданы Пограничной страже Польши.

## История

### Прототипы
Новая политика в 70-х годах XX века позволила польской промышленности сотрудничать с Западом. Это могло позволить поставлять вертолёты за пределы стран Варшавского договора, получая при этом валюту и новые технологии.
В 1977 году в Польше появилась идея продавать Ми-2 на Запад. Для этого было решено модернизировать машину, а опыт и технологии, полученные в процессе, планировалось использовать в проектировании и производстве будущих вертолётов. Осенью этого же года начались работы над проектом. Первоначально было две группы: первая, под руководством Станислава Трембача, рассматривала установку американских авиационных двигателей Allison 250-C18B, вторая, под руководством Станислава Маркиша, — Allison 250-C20B. В декабре был выбран двигатель Allison 250-C20B, а также инженерное решение, предложенное Маркишем: отказ от общей для двух двигателей системы пожаротушения и создание независимых систем для каждого двигателя, сведя таким образом к минимуму их взаимное влияние. Кроме новых двигателей новый вертолёт должен был получить новую кабину и новую авионику Bendix/King.
В 1978, до начала основных работ над проектом, в Индианаполис, где размещается Allison Engine Company, вылетели три конструктора WSK Świdnik: Станислав Маркиш, Ян Торунь и Богуслав Марыняк, чтобы на производстве сравнить двигатели Allison 250-C20 и Allison 250-C20B, после этого они вернулись обратно. Было решено, что два прототипа будут созданы в готовых корпусах Ми-2. Первый (№ 90.01.01) был создан чуть меньше чем за год. Для установки новых двигателей Allison 250-C20B изменили привод хвостового винта, систему синхронизации двигателей, сделали новые маслопровод и топливопровод, изменили монтаж систем вентиляции и отопления, изменена противопожарная защита, разработаны новые обтекатели двигателей, а также немного изменили форму фюзеляжа, применив новые съёмные окна в кабине, применили новую обивку и сиденья. Советская авионика была заменена на продукцию Bendix/King, а лопасти были заменены на новые ламинированные.
17-21 мая 1979 года тестировалась новая система крепления двигателя. Испытания проводились на вертолёте Ми-2 (№ 50.94.51) с креплением двигателей Allison, таким же, как на прототипе Kania. Вместо настоящих двигателей были установлены металлические сварные конструкции соответствующей массы. Новая система крепления выдержала испытания, даже с запасом, необходимым для возможности установки более мощных двигателей Allison 250-C28. В это же время провели тестирования ротора, передачи и управления.
Первый испытательный полет прототип PZL Kania сделал 3 июня 1979 года. Вертолет пилотировал Збигнев Домский при температуре 34°С и взлетном весе 3200 кг. Позже опытный образец был подвергнут 200-часовым испытаниям на выносливость двигательной системы и системы управления. Эти тесты длились с 11 июля по 11 сентября 1979 года. Тогда были проведены в том числе тесты на повышенную скорость, тесты нагрузки трансмиссии крутящего момента и испытания двигателя на максимальную мощность. Испытания прошли хорошо.